# Nine (album, Blink-182)
Nine je osmé (při započtení dema Buddha deváté) studiové album americké rockové skupiny Blink-182. Vydáno bylo 20. září 2019 společností Columbia Records a na jeho produkci se podíleli John Feldmann, Tim Pagnotta a The Futuristics. S nahráváním nové desky, druhé s novým zpěvákem Mattem Skibou, kapela začala v dubnu 2018. První singl z alba „Blame It on My Youth“ byl zveřejněn již v květnu 2019. Před vydáním celé desky byly zveřejněny čtyři další písně.

## Seznam skladeb
1. The First Time – 2:26
2. Happy Days – 2:59
3. Heaven – 3:17
4. Darkside – 3:00
5. Blame It on My Youth – 3:05
6. Generational Divide – 0:49
7. Run Away – 2:27
8. Black Rain – 2:46
9. I Really Wish I Hated You – 3:11
10. Pin the Grenade – 2:59
11. No Heart to Speak Of – 3:40
12. Ransom – 1:25
13. On Some Emo Shit – 3:09
14. Hungover You – 2:58
15. Remember to Forget Me – 3:29